# François Wellens
Pour les articles homonymes, voir Wellens.
François Joseph Albert Wellens,  né en 1812 et décédé en 1897, est un ingénieur et fonctionnaire belge, président de la Commission royale des monuments et des sites.
Il fut chargé par le gouvernement en 1862 de contrôler en son nom l'exécution des travaux du Palais de Justice, et en 1880, en conséquence du décès subit de l'architecte Joseph Poelaert (1817-1879) mort d'une congestion cérébrale, de superviser la finition des travaux du palais de justice de Bruxelles commencés par le grand architecte. Heureusement, l'œuvre était presque achevée et il ne restait plus qu'à parachever la coupole et le bâtiment fut terminé quatre ans après la mort de Poelaert et inauguré en 1883.
Il publia sous son nom en 1881 une notice explicative sur la construction de ce nouveau Palais avec 15 plans et des détails du monument.

## Publication
- 1881 : Nouveau palais de justice de Bruxelles. Architecte J. Poelaert. Notice descriptive, avec atlas comprenant 15 plans et détails du monument, par F. Wellens, 1881.